# Sianakatetraka
De sianakatetraka (Crossleyia tenebrosa, synoniem Xanthomixis tenebrosa) is een zangvogel uit de familie Bernieridae. 

## Verspreiding en leefgebied
Deze soort is endemisch in de regenwouden in noordoostelijk Madagaskar.

## Status
De sianakatetraka is een zeer zeldzame vogel waar maar weinig van bekend is en die al ruim 20 jaar niet meer is waargenomen.